# Louis-Auguste Hiolin
Louis-Auguste Hiolin né le 18 mars 1846 à Septmonts (Aisne) et mort en mai 1910 à Silly-la-Poterie (Aisne) est un sculpteur français.

## Biographie
Né le 18 mars 1846 à Septmonts, Louis-Auguste Hiolin fréquente l'école de dessin de Soissons, puis s'installe à Paris où il travaille avec Aimé Perray en 1864, et devient élève de François Jouffroy aux Beaux-Arts de Paris en 1865. Viollet-le-Duc l'emploie pour la restauration du château de Pierrefonds jusqu'en 1870.
Après la guerre de 1870, il termine ses études aux Beaux-Arts et débute au Salon en 1874 ; il y enverra ses œuvres jusqu'en 1904. Il obtient une médaille de 3e classe en 1879, une médaille de 2e classe en 1885, une médaille de bronze à l'Exposition universelle de 1889 et une médaille d'argent à l'Exposition universelle de 1900. Il devient sociétaire de la Société des artistes français en 1885.
Il est nommé professeur de dessin et modelage aux Écoles de la Ville de Paris.
Louis-Auguste Hiolin est l'auteur de la décoration de la chapelle Notre-Dame-de-Consolation à Paris, qu'il réalise presque intégralement.
Il sculpte notamment le Monument aux morts de 1870 (1901) à Soissons, le Monument à Racine enfant (1910) à La Ferté-Milon ainsi que la statue de "Viollet-le-Duc en pèlerin de Saint-Jacques" au château de Pierrefonds.
Il meurt en mai 1910 à Silly-la-Poterie.

## Œuvres

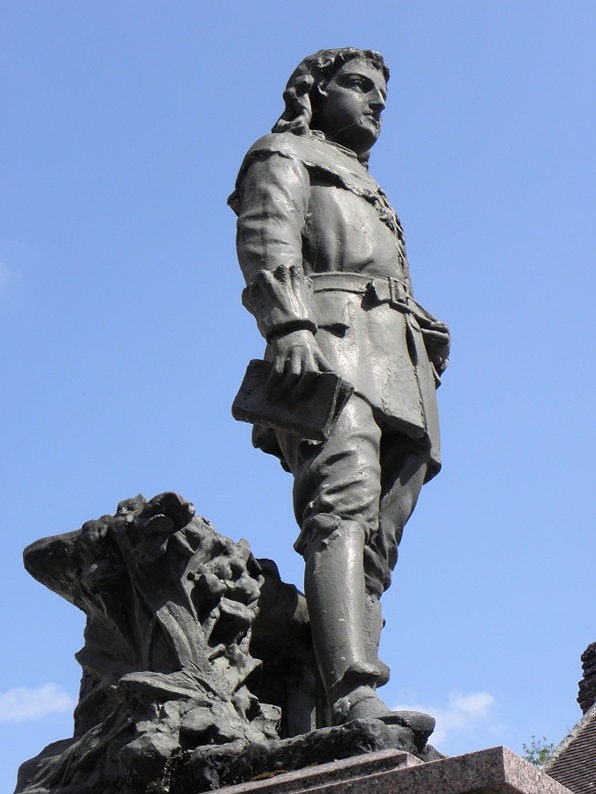
Détail du Monument à Racine enfant (moulage de 1992), La Ferté-Milon.

- La Ferté-Milon : Monument à Racine enfant, 1910, statue en bronze. Envoyée à la fonte sous le régime de Vichy, elle est remplacée en 1992 par un moulage en résine teintée réalisé à partir du plâtre d’origine[1].
- Paris :
  - chapelle Notre-Dame-de-Consolation : décoration intérieure.
  - parc des Buttes Chaumont : Au Loup !, 1887, groupe en bronze, envoyé à la fonte sous le régime de Vichy. Le modèle en plâtre fut présenté au Salon de 1885[2]. La réduction du groupe fut éditée en bronze.
- Château de Pierrefonds : "Viollet-le-Duc en pèlerin de Saint-Jacques".
- Soissons : Monument aux morts de 1870, 1901, bronze et pierre[3],[4].